# Léon Belières
Alexandre Léon Belières (Paris, 14 de dezembro de 1880 – Paris, 10 de janeiro de 1952) foi um ator francês.

## Biografia
Frequentou o Conservatório e realizou sua estreia nos palcos em 1904 em L'Escapade, uma peça de Georges Berr. Sua carreira ainda passou por Les Grognards de G. Lenôtre e Henri Cain, La Ewe de Edmond Sée e La Livery of the Count de Francis de Croisset.
Belières está enterrado no cemitério de Saint-Ouen (Seine-Saint-Denis). Foi condecorado com a Ordem da Francisca em 1942.

## Filmografia
| Ano  | Filme                                       | Personagem                          | Diretor(es)                    |
| ---- | ------------------------------------------- | ----------------------------------- | ------------------------------ |
| 1911 | Max et sa belle-mère                        |                                     | Max Linder, Lucien Nonguet     |
| 1912 | La Dernière Aventure du prince Curaçao      |                                     | Georges Denola                 |
| 1912 | La fièvre de l'or                           |                                     | Ferdinand Zecca, René Leprince |
| 1912 | Les mystères de Paris                       |                                     | Albert Capellani               |
| 1913 | Les Misérables                              |                                     | Albert Capellani               |
| 1913 | Le Fils de Lagardère                        |                                     | Henri Andreani                 |
| 1916 | La Bohème                                   |                                     | Albert Capellani               |
| 1923 | Cœur léger                                  |                                     | Robert Saidreau                |
| 1926 | Le Bouif errant                             |                                     | René Hervil                    |
| 1929 | Figaro                                      | Doutor Batholo                      | Gaston Ravel                   |
| 1929 | La Dame de bronze et le Monsieur de cristal |                                     | Marcel Manchez                 |
| 1930 | La route est belle                          | Samuel Ginsberg                     | Robert Florey                  |
| 1930 | Atlantis                                    | Clarel                              | Ewald André Dupont, Jean Kemm  |
| 1930 | Le Mystère de la chambre jaune              | Sinclair                            | Marcel L'Herbier               |
| 1930 | Paroles et musique                          |                                     | Maurice Champreux              |
| 1930 | Un trou dans le mur                         | Conde de Corbin                     | René Barberis                  |
| 1930 | Lévy et Cie                                 | Salomon Lévy                        | André Hugon                    |
| 1931 | La Ronde des heures                         | Guarda                              | Alexandre Ryder                |
| 1931 | Le Parfum de la dame en noir                | Sainclair                           | Marcel L'Herbier               |
| 1931 | Un soir, au front                           | Couturon                            | Alexandre Ryder                |
| 1932 | Une petite femme dans le train              | Sr. Pommerois                       | Karl Anton                     |
| 1932 | Rouletabille aviateur                       | Sainclair                           | Istvan Szekely                 |
| 1932 | Aux urnes, citoyens!                        | Monsieur Dupont-Lebaigue            | Jean Hémard                    |
| 1933 | Le Mari garçon                              | Champtermercier                     | Alberto Cavalcanti             |
| 1933 | Charlemagne                                 | Doutor                              | Pierre Colombier               |
| 1933 | Les Surprises du divorce                    | M. Bourganeuf                       | Jean Kemm                      |
| 1933 | Le Maître de forges                         | M. Moulinet                         | Fernand Rivers                 |
| 1933 | L'Abbé Constantin                           | Padre Constantino                   | Jean-Paul Paulin               |
| 1933 | Le Maître de forges                         | Monsieur Moulinet                   | Fernand Rivers                 |
| 1934 | Un de la montagne                           | Malten                              | Serge de Poligny               |
| 1934 | Le Père Lampion                             | Petit-Morin                         | Christian-Jacque               |
| 1934 | La Reine de Biarritz                        | Ramondin                            | Jean Toulout                   |
| 1934 | Le Voyage de monsieur Perrichon             | Monsieur Perrichon                  | Jean Tarride                   |
| 1935 | Le Billet de mille                          | Um batedor de carteiras             | Marc Didier                    |
| 1935 | Moïse et Salomon parfumeurs                 | Moïse                               | André Hugon                    |
| 1935 | Jonny haute couture                         | Rocaille                            | Serge de Poligny               |
| 1936 | Les Mariages de Mademoiselle Lévy           | Moïse                               | André Hugon                    |
| 1936 | Topaze                                      | Régis Castel-Blénac                 | Marcel Pagnol                  |
| 1937 | L'amour veille                              | L'abbé Merlin                       | Henry Roussell                 |
| 1937 | Le Porte-veine                              | Trichet                             | André Berthomieu               |
| 1938 | Le Schpountz                                | Meyerboom                           | Marcel Pagnol                  |
| 1938 | Conflit                                     | M. Buisson                          | Léonide Moguy                  |
| 1938 | Vacances payées                             | Rambert                             | Maurice Cammage                |
| 1939 | Raphaël le tatoué                           | Réginald Brick                      | Christian-Jacque               |
| 1939 | Trois de Saint-Cyr                          | Monsieur Le Moyne                   | Jean-Paul Paulin               |
| 1939 | Monsieur Brotonneau                         | Lardier                             | Alexander Esway                |
| 1940 | Marseille mes amours                        | Maître Pastèque                     | Jacques Daniel-Norman          |
| 1940 | Miquette                                    | Lahirel                             | Jean Boyer                     |
| 1941 | Ce n'est pas moi                            | Parizot                             | Jacques de Baroncelli          |
| 1942 | Dernière Aventure                           | Padre Jocasse                       | Robert Péguy                   |
| 1942 | L'assassin habite au 21                     | O empresário                        | Henri-Georges Clouzot          |
| 1943 | Ne le criez pas sur les toits               | M. Noblet                           | Jacques Daniel-Norman          |
| 1943 | Le Soleil de minuit                         | Diretor da usina                    | Bernard Roland                 |
| 1944 | Le Bal des passants                         | M. Ozanne                           | Guillaume Radot                |
| 1946 | L'Affaire du Grand Hôtel                    | Baptiste                            | André Hugnon                   |
| 1946 | Master Love                                 | Pastor                              | Robert Péguy                   |
| 1947 | La Dame de Haut-le-Bois                     | Padre                               | Jacques Daroy                  |
| 1948 | Le Comédien                                 | Diretor                             | Sacha Guitry                   |
| 1948 | Les Bienfaits de monsieur Ganure            | Monsieur Ganure                     | André Hugon                    |
| 1949 | Le Sorcier du ciel                          | Sr. Mandy, o prefeito de Ars        | Marcel Blitstein               |
| 1949 | Millionnaires d'un jour                     | Jules Flamand                       | André Hunebelle                |
| 1952 | Paris chante toujours                       | O presidente dos velhos comediantes | Pierre Montazel                |
| 1952 | Ils sont dans les vignes                    | Monseigneur                         | Robert Vernay                  |

## Teatro
| Ano  | Peça                   | Personagem      | Autor(es)                                   | Teatro(s)                                            | Ref.   |
| ---- | ---------------------- | --------------- | ------------------------------------------- | ---------------------------------------------------- | ------ |
| 1906 | L’Extra                |                 | Pierre Veber                                | Théâtre des Mathurins                                | [ 6 ]  |
| 1906 | Les Ingénus            |                 | Marcel Gerbidon                             | Théâtre des Mathurins                                | [ 7 ]  |
| 1907 | Le paradis perdu       | Étienne         | Arthur Bernède                              | Théâtre des Mathurins                                | [ 8 ]  |
| 1907 | Le Flirt ambulant      | Galabert        | Arthur Bernède                              | Théâtre des Mathurins                                | [ 9 ]  |
| 1912 | L'Escapade             | Benjamin Colrat | Gabriel Trarieux                            | Théâtre Michel                                       | [ 10 ] |
| 1913 | Blanche-Câline         | Brimboses       | Pierre Frondaie                             | Théâtre Michel                                       | [ 11 ] |
| 1913 | L'Occident             | Dornis          | Henry Kistemaeckers fils                    | Théâtre de la Renaissance                            | [ 12 ] |
| 1913 | Un fils d'Amérique     | Mouchin         | Marcel Gerbidon e Pierre Veber              | Théâtre de la Renaissance                            | [ 13 ] |
| 1914 | Monsieur Brotonneau    | Lardier         | Robert de Flers e Gaston Arman de Caillavet | Théâtre de la Porte Saint-Martin                     | [ 14 ] |
| 1921 | Les Grognards          | De Bois d'Arcy  | G. Lenotre e Henri Cain                     | Théâtre de la Ville                                  | [ 15 ] |
| 1926 | Monsieur de Saint-Obin | Dupin           | André Picard e Arnold Marsh Harwood         | Théâtre des Mathurins                                | [ 16 ] |
| 1939 | Fascicule noir         |                 | Louis Verneuil                              | Théâtre des Bouffes-Parisiens, Théâtre des Célestins | [ 17 ] |